# 烏傑朗環礁

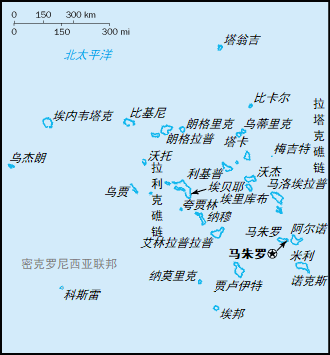
马绍尔群岛地图，其中标示出了烏傑朗環礁

烏傑朗環礁是太平洋由30個島嶼組成的環礁，屬於拉利克礁鏈的一部分，是馬紹爾群島最西部的島嶼，位於埃內韋塔克環礁東南約217公里，總土地面積1.86平方公里，中央的潟湖面積185.94平方公里。

## 外部連結
- Marshall Islands site （页面存档备份，存于）
- Entry at Oceandots.com （页面存档备份，存于）